# Éder Lima
Éder Fermino Lima (São Paulo, 29 de junho de 1984) é um jogador de futsal brasileiro naturalizado russo. Atualmente, joga pelo JEC Krona Futsal e pela Seleção Russa de Futsal na posição de pivô.